# Vyškovce, Stropkov
Vyškovce este o comună slovacă, aflată în districtul Stropkov din regiunea Prešov. Localitatea se află la altitudinea de 217 m deasupra n.m., se întinde pe o suprafață de 6,62 km2 și în 2017 număra 128 de locuitori.

## Istoric
Localitatea Vyškovce este atestată documentar din 1414.

## Demografie
| An:                | 1994 | 2004   | 2014   | 2024    |
| ------------------ | ---- | ------ | ------ | ------- |
| Număr de persoane: | 144  | 145    | 138    | 119     |
| Diferență:         |      | +0,69% | −4,82% | −13,76% |

| An:                | 2023 | 2024   |
| ------------------ | ---- | ------ |
| Număr de persoane: | 120  | 119    |
| Diferență:         |      | −0,83% |